# Tobias Anslinger
Tobias Anslinger (* 1983 in Wiener Neustadt) ist ein österreichischer Betriebswirt und Wirtschaftsjournalist. Er lebt und arbeitet in Frankfurt am Main, wo er auch ehrenamtlich engagiert ist.

## Leben
Ab Ende der 1990er Jahre schrieb er sechs Jahre für die Wiener Neustädter Nachrichten, die vor ihrer Einstellung zuletzt vom Niederösterreichischen Pressehaus herausgegeben wurden. Von 2002 bis 2006 studierte er „Management & Recht“ am Management Center Innsbruck. Im Anschluss war er dort als wissenschaftlicher Mitarbeiter und Projektmanager tätig und gewann 2010 gemeinsam mit zwei Kommilitonen den M&A Science Award.
Im Jahr 2012 promovierte er in Betriebswirtschaftslehre an der Leopold-Franzens-Universität Innsbruck zum Doktor der Sozial- und Wirtschaftswissenschaften. Seit 2012 ist er Associated Research Partner im SMA Research Lab von Universität Innsbruck und Management Center Innsbruck.
Im Anschluss an die Promotion war er ab Februar 2013 für zwei Jahre Redakteur bei Markt und Mittelstand. Intern wechselte er im März 2015 als Redaktionsleiter in die Fachredaktion Kommunikation, Marketing und CSR, die sich u. a. um die Magazine Verantwortung und KomMa, kümmerte.
Im Januar 2017 wurde er als Nachfolger von Gregor Jungheim Chefredakteur von Die Stiftung. Das Magazin war erst kurz zuvor von FBM übernommen worden.
Ende März 2018 verließ er FBM und wechselte als Chefredakteur des Magazins BIP – Best in Procurement zum Bundesverband Materialwirtschaft, Einkauf und Logistik. Im September 2021 übernahm er die Leitung der Verbandskommunikation im BME.
Seit September 2022 ist er PR-Consultant bei der Frankfurter Finanzkommunikationsberatung Charles Barker Corporate Communications.